# Desseling
Desseling est une commune française située dans le département de la Moselle en région Grand Est.
Cette commune se trouve dans la région historique de Lorraine et fait partie du pays de Sarrebourg.

## Géographie
La commune fait partie du Parc naturel régional de Lorraine.
| Guermange    |           | Belles-Forêts |
|              | Desseling |               |
| Assenoncourt |           | Fribourg      |

### Hydrographie
La commune est située dans le bassin versant du Rhin au sein du bassin Rhin-Meuse. Elle est drainée par le ruisseau de l'étang de Nolweiher, le ruisseau du Moulin, le ruisseau de Bensing, le ruisseau du Haut Etang et le ruisseau du Petit Etang.
Le ruisseau de l'étang de Nolweiher, d'une longueur totale de 12,9 km, prend sa source dans la commune de Belles-Forêts et se jette  dans la Seille à Lindre-Basse, après avoir traversé cinq communes.

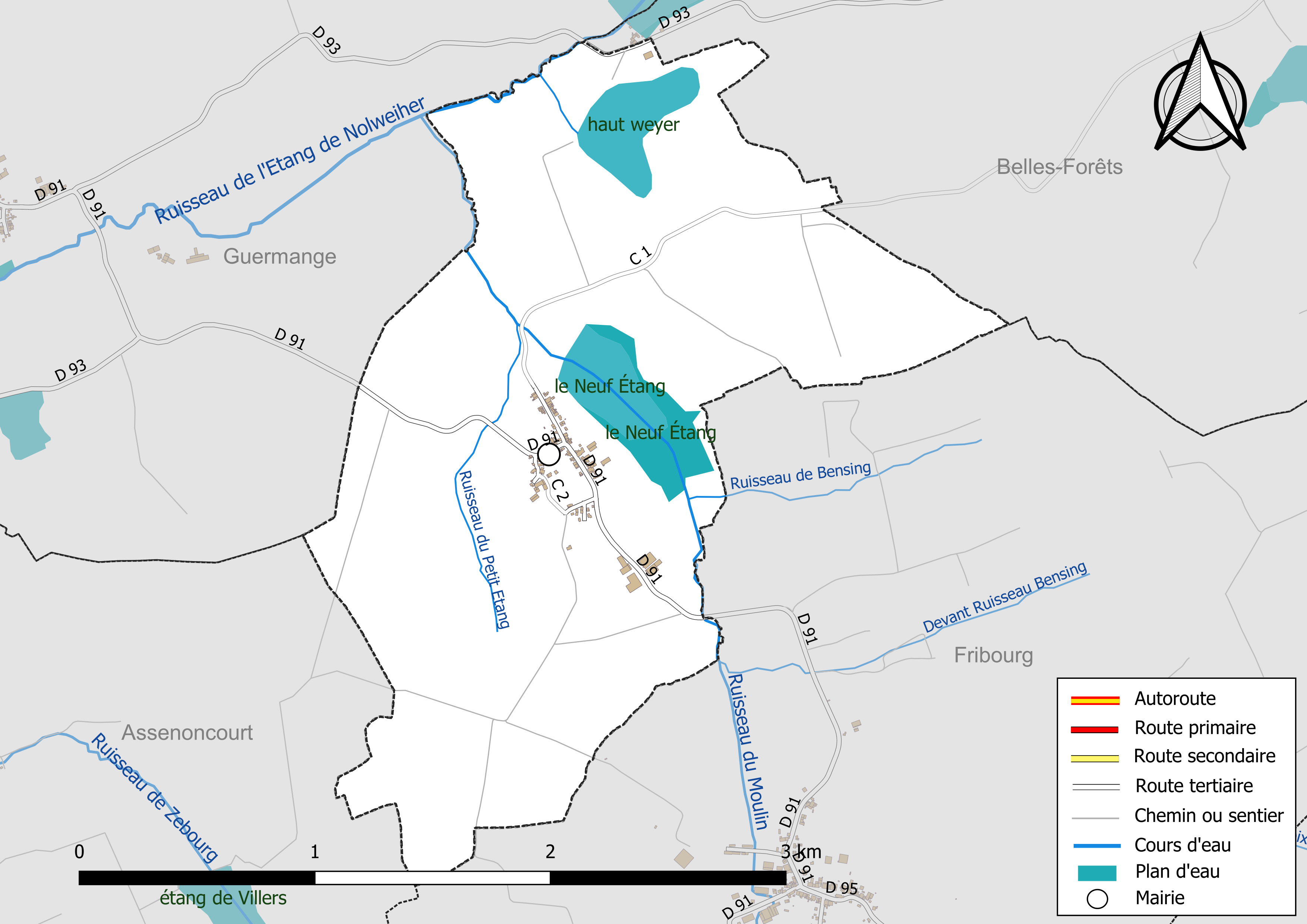
Réseaux hydrographique et routier de Desseling.

La qualité des eaux des principaux cours d’eau de la commune, notamment du ruisseau de l'Étang de Nolweiher, peut être consultée sur un site spécial géré par les agences de l’eau et l’Agence française pour la biodiversité.

### Climat
Pour des articles plus généraux, voir Climat du Grand Est et Climat de la Moselle.
En 2010, le climat de la commune est de type climat des marges montargnardes, selon une étude du Centre national de la recherche scientifique s'appuyant sur une série de données couvrant la période 1971-2000. En 2020, Météo-France publie une typologie des climats de la France métropolitaine dans laquelle la commune est exposée à un climat semi-continental et est dans la région climatique  Vosges, caractérisée par une pluviométrie très élevée (1 500 à 2 000 mm/an) en toutes saisons et un hiver rude (moins de 1 °C). 
Pour la période 1971-2000, la température annuelle moyenne est de 9,9 °C, avec une amplitude thermique annuelle de 16,9 °C. Le cumul annuel moyen de précipitations est de 848 mm, avec 12,1 jours de précipitations en janvier et 9,4 jours en juillet. Pour la période 1991-2020, la température moyenne annuelle observée sur la station météorologique de Météo-France la plus proche, « Rodalbe », sur la commune de Rodalbe à 17 km à vol d'oiseau, est de 10,6 °C et le cumul annuel moyen de précipitations est de 737,2 mm. 
La température maximale relevée sur cette station est de 38,7 °C, atteinte le 24 juillet 2019 ; la température minimale est de −18,1 °C, atteinte le 26 décembre 2010,,. 
Les paramètres climatiques de la commune ont été estimés pour le milieu du siècle (2041-2070) selon différents scénarios d'émission de gaz à effet de serre à partir des nouvelles projections climatiques de référence DRIAS-2020. Ils sont consultables sur un site spécial publié par Météo-France en novembre 2022.

## Urbanisme

### Typologie
Au 1er janvier 2024, Desseling est catégorisée commune rurale à habitat dispersé, selon la nouvelle grille communale de densité à sept niveaux définie par l'Insee en 2022.
Elle est située hors unité urbaine. Par ailleurs la commune fait partie de l'aire d'attraction de Sarrebourg, dont elle est une commune de la couronne,. Cette aire, qui regroupe 87 communes, est catégorisée dans les aires de 50 000 à moins de 200 000 habitants,.

### Occupation des sols
L'occupation des sols de la commune, telle qu'elle ressort de la base de données européenne d’occupation biophysique des sols Corine Land Cover (CLC), est marquée par l'importance des territoires agricoles (92,3 % en 2018), une proportion sensiblement équivalente à celle de 1990 (92,1 %). La répartition détaillée en 2018 est la suivante : 
prairies (57,5 %), terres arables (19,5 %), zones agricoles hétérogènes (15,3 %), forêts (7,7 %). L'évolution de l’occupation des sols de la commune et de ses infrastructures peut être observée sur les différentes représentations cartographiques du territoire : la carte de Cassini (XVIIIe siècle), la carte d'état-major (1820-1866) et les cartes ou photos aériennes de l'IGN pour la période actuelle (1950 à aujourd'hui).

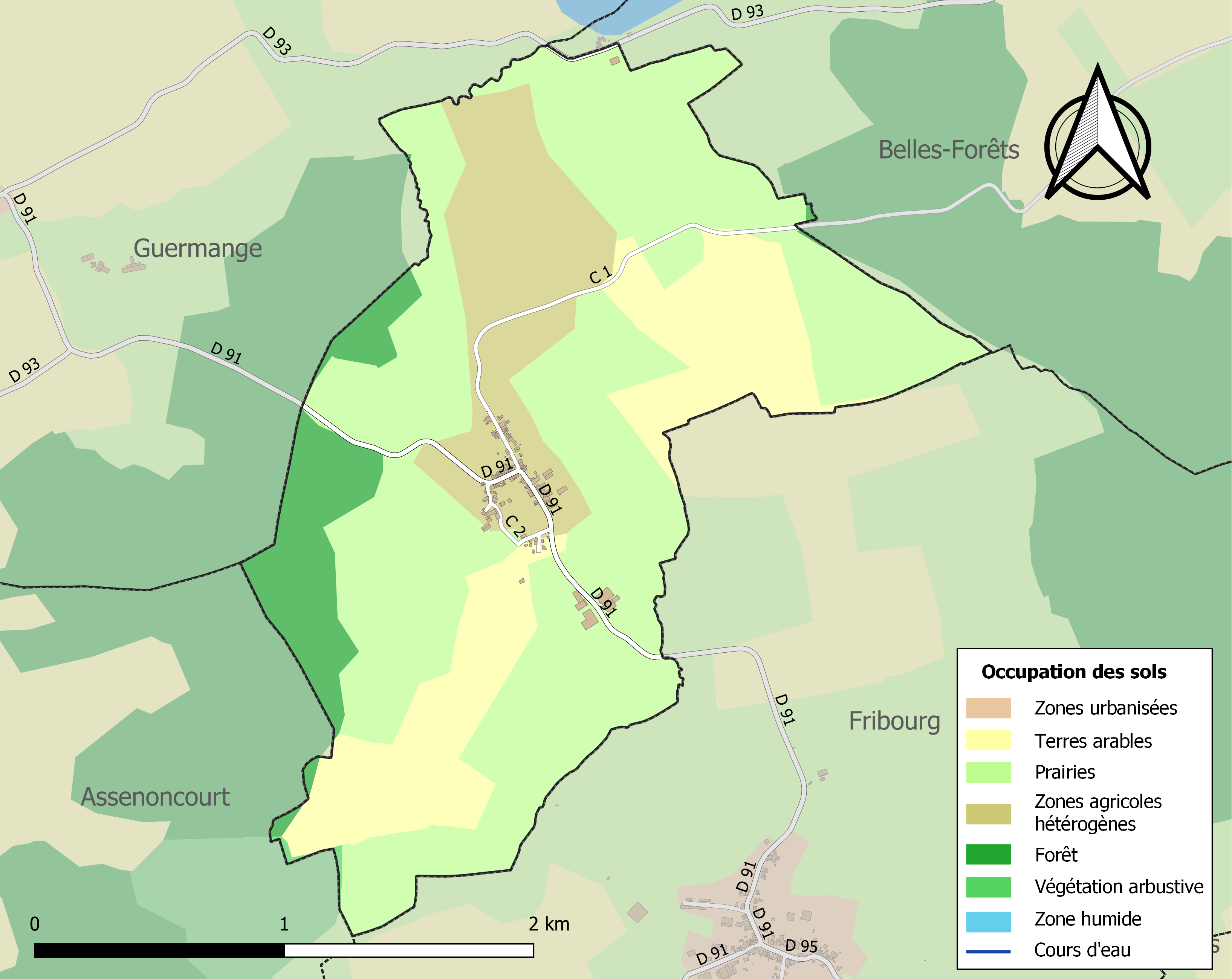
Carte des infrastructures et de l'occupation des sols de la commune en 2018 (CLC).

## Toponymie
- Tesselingen (vers 1050), Desselanges et Desselenges (1476), Desselingen (XVe siècle), Desslingen (1524), Tesseling (1528), Thesselingen et Thessling (1553), Desseling (1793), Disselingen (1871-1918).
- En lorrain roman : Desselé.

## Histoire
- Commune française depuis 1766.
- Le 8 septembre 1973, Angviller-lès-Bisping, Desseling  et Bisping fusionnent dans Belles-Forêts. En 1986 Desseling est rétablie.

## Politique et administration
| Période   | Période   | Identité         | Étiquette | Qualité |
| --------- | --------- | ---------------- | --------- | ------- |
| 1965      | mars 2001 | André DUBOIS     |           |         |
| mars 2001 | mars 2014 | Évelyne DUBOIS   | DVD       |         |
| mars 2014 | mai 2020  | Jean-Pierre MATZ |           |         |
| mai 2020  | En cours  | Claude SIMERMAN  |           |         |

## Démographie
L'évolution du nombre d'habitants est connue à travers les recensements de la population effectués dans la commune depuis 1793. Pour les communes de moins de 10 000 habitants, une enquête de recensement portant sur toute la population est réalisée tous les cinq ans, les populations de référence des années intermédiaires étant quant à elles estimées par interpolation ou extrapolation. Pour la commune, le premier recensement exhaustif entrant dans le cadre du nouveau dispositif a été réalisé en 2008.

En 2022, la commune comptait 99 habitants, en évolution de −7,48 % par rapport à 2016 (Moselle : +0,52 %, France hors Mayotte : +2,11 %).
| 1793 | 1800 | 1806 | 1821 | 1831 | 1836 | 1841 | 1846 | 1851 |
| ---- | ---- | ---- | ---- | ---- | ---- | ---- | ---- | ---- |
| 275  | 361  | 367  | 413  | 426  | 371  | 363  | 323  | 330  |

| 1856 | 1861 | 1871 | 1875 | 1880 | 1885 | 1890 | 1895 | 1900 |
| ---- | ---- | ---- | ---- | ---- | ---- | ---- | ---- | ---- |
| 271  | 300  | 286  | 248  | 224  | 193  | 188  | 183  | 195  |

| 1905 | 1910 | 1921 | 1926 | 1931 | 1936 | 1946 | 1954 | 1962 |
| ---- | ---- | ---- | ---- | ---- | ---- | ---- | ---- | ---- |
| 191  | 198  | 164  | 153  | 128  | 118  | 133  | 113  | 101  |

| 1968 | 1975 | 1982 | 1990 | 1999 | 2006 | 2008 | 2013 | 2018 |
| ---- | ---- | ---- | ---- | ---- | ---- | ---- | ---- | ---- |
| 92   | 87   | 81   | 74   | 106  | 107  | 107  | 109  | 99   |

| 2022 | - | - | - | - | - | - | - | - |
| ---- | - | - | - | - | - | - | - | - |
| 99   | - | - | - | - | - | - | - | - |

## Culture locale et patrimoine

### Lieux et monuments

#### Édifices civils
- Vestiges gallo-romains.
- Passage de la voie romaine sur le territoire de Desseling.
- Ruines du château de Desseling.

#### Édifice religieux

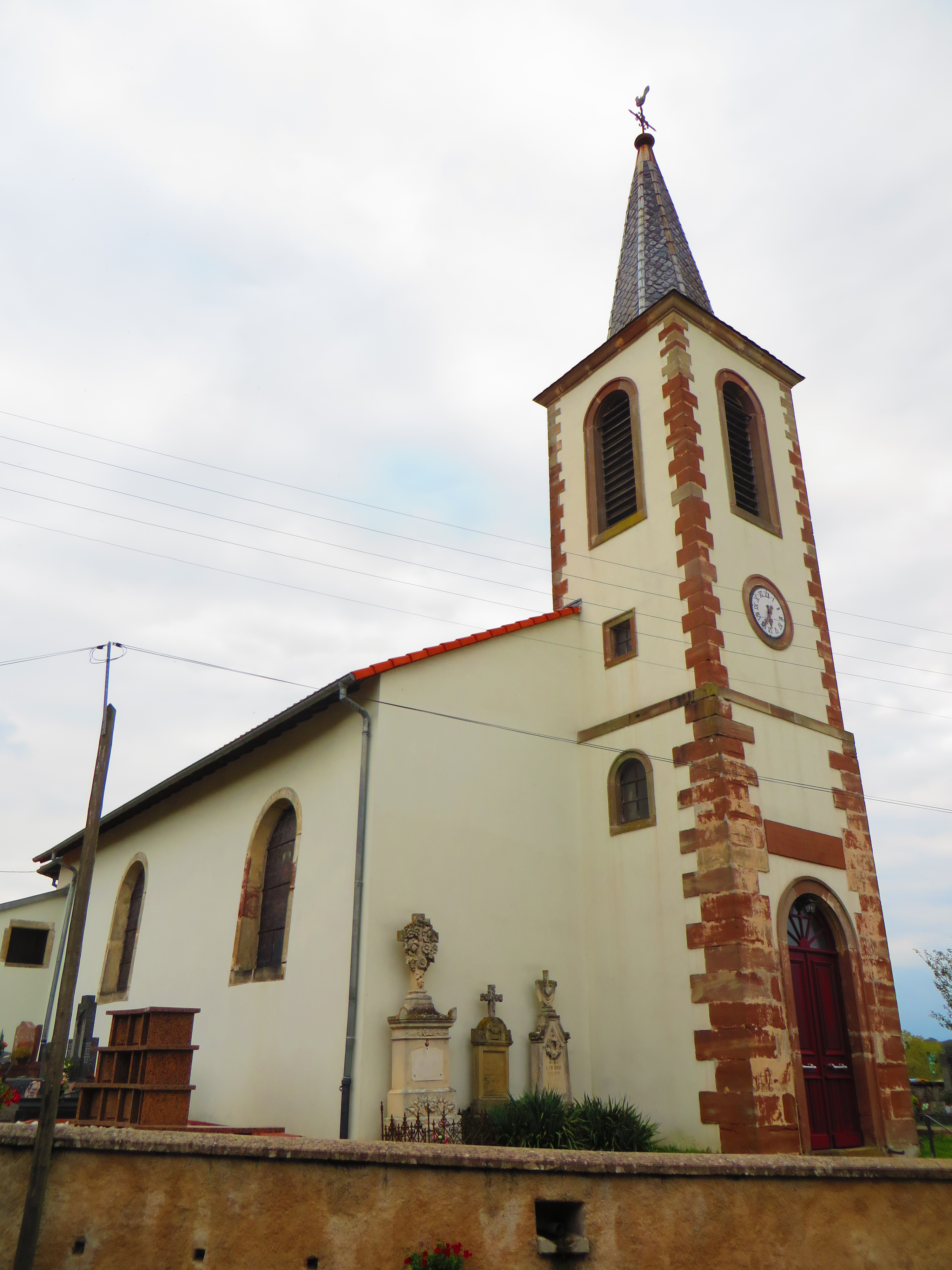
Église Sainte-Barbe

- Église Sainte-Barbe de Desseling (1827) : très beau maître-autel du XVIIIe siècle.

Le maître-autel de l'église paroissiale de Desseling, datant du XVIIIe siècle, est classé au titre des monuments historiques.

## Pour approfondir